# Tack för en underbar, vanlig dag
Tack för en underbar, vanlig dag är en sång skriven och komponerad av Agnetha Fältskog och Bo Carlgren, och ursprungligen inspelad av Agnetha Fältskog 1975 på albumet Elva kvinnor i ett hus Sångtexten handlar om att tacka Gud för dagen.

## Andra inspelningar
Sången spelades även in av Thorleifs 1998 på albumet Saxgodingar 4 1998. samt av Drifters på albumet Stanna hos mig 2010.